# Westfalka

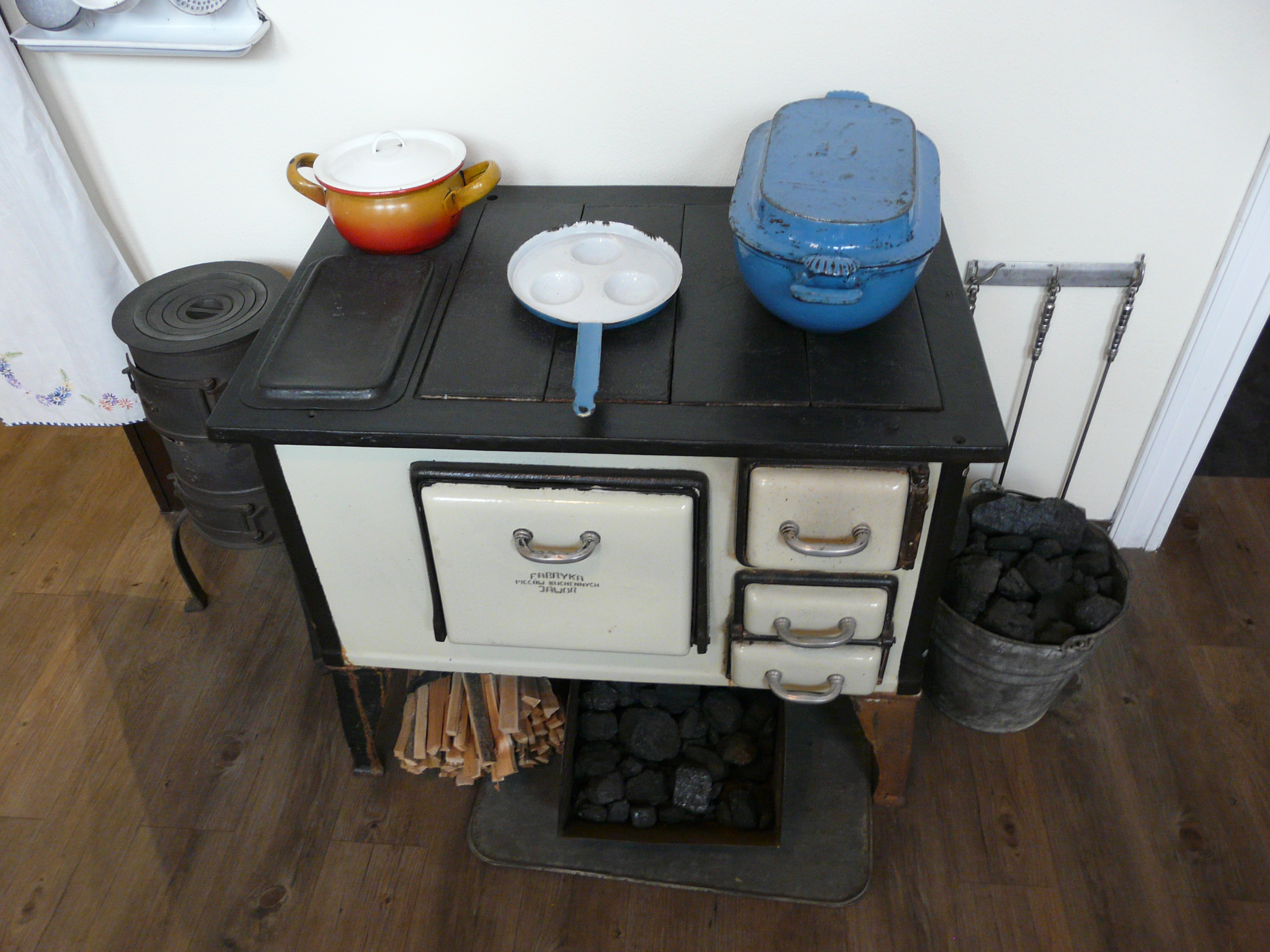
Westfalka w Muzeum Historii Katowic (Nikiszowiec)

Westfalka – popularny dawniej metalowy, wolno stojący piec kuchenny z żeliwną płytą grzejną z fajerkami nad paleniskiem. Jako czynnik grzewczy wykorzystywany jest głównie węgiel lub drewno.
Nazwa wywodzi się od pierwszych tego typu urządzeń produkowanych na terenie niemieckiej Westfalii. Oprócz przyrządzania jedzenia westfalka pełnić mogła również funkcję piekarnika do mięs, ciast i chleba, a ponadto, w przypadku zastosowania tzw. podkowy wodnej, umożliwiała przygotowanie ciepłej wody użytkowej w tzw. buforze (zewnętrznym zasobniku).